# Вето Геневски
Вето Маринов Геневски (Марин Владимиров Борисов) е деец на БРП (к) и БКП.

## Биография
Роден е на 29 май 1896 г. във врачанското село Радовене. Завършва Юридическия факултет на Софийския университет. В периода 1918 – 1923 г. ръководи организацията на БКП в родното си село, като същевременно е общински съветник във Враца. Участва в Септемврийското въстание като командир на боен отряд. След неуспеха му е арестуван и измъчван в полицията. След обща амнистия е освободен през 1924 г. и става член на ОК на БКП във Враца. Подпомага развиването на Военната организация на БКП като участва в изграждането на местни клонове във Врачанско, Белослатинско, Луковитско и Тетевенско. След провал е арестуван през 1925 г., но отново освободен. Създава нов ОК на БКП във Враца и влиза в контакт с ЦК на БКП.
Между 1925 и 1931 г. е секретар на ОК на БКП във Враца и член на ЦК на БКП. През 1932 г. отново става провал и той преминава в нелегалност. Осъден е задочно и заминава за СССР по решение на ЦК на БКП. Там завършва аспирантура в Комунистическия университет за национални малцинства от Запада (КУНМЗ) и започва работа като преподавател по история на КПСС. По това време е и преподавател в Комисията по съветски контрол при Съвета на народните комисари на СССР. Арестуван е през 1937 г., но е освободен през 1941 г. По време на Втората световна война участва в отбраната на Москва.
През ноември 1945 г. се завръща в България и започва работа като инструктор към Градския комитет на БКП в София. През 1961 г. се пенсионира.
С указ № 1798 от 25 ноември 1976 г. е обявен за герой на социалистическия труд на България. Носител е още на ордените „Георги Димитров“, „Народна република България“ – II ст. и два ордена „Народна свобода 1941 – 1944 г.“.
Умира на 30 януари 1987 г. в София.